# Народний роман (фільм)
«Народний роман» (італ. Romanzo Popolare) — кінофільм італійського режисера Маріо Монічеллі. Порівняно пізній зразок «італійської комедії».

## Сюжет
Немолодий працівник Джуліо одружується з 17-річною красунею Вінченціною, через деякий час у них народжується дитина. Під час демонстрації Джуліо знайомиться з молодим поліцейським Джованні. Одного разу Джуліо застає свою дружину в обіймах Джованні і виганяє її з дитиною з дому та пробує накласти на себе руки.
Пройшло декілька років. Джуліо вийшов на пенсію, Вінченціна стала успішною і незалежною жінкою, а Джованні перевели в інший поліцейський відділок і він одружився з іншою жінкою.

## Цікаві факти
Головну роль у фільмі з самого початку повинен був зіграти Ніно Манфреді.

## Нагороди
- 1975 — Премія «Давида Донателло» за найкращий сценарій (Адже і Скарпеллі).

## Переваги фільму
Фільм цілком належить до соціальномуго контексту 1970-х років і цікавий перш за все акторським дуетом Уго Тоньяцці — Орнелла Муті. Мікеле Плачідо, в подальшому прославився як виконавець ролі комісара Каттані в серіалі «Спрут», виглядає куди більше блідо.